# Каха Каладзе
Кахабер „Каха“ Каладзе (груз. კახაბერ (კახა) კალაძე, Самтредија 27. фебруар 1978) је грузијски политичар и бивши фудбалер који је наступао углавном за италијанске клубове. Актуелни је градоначелник Тбилисија од 2017. године. Раније је обављао функције потпредседника владе и министра енергетике. Каладзе је генерални секретар владајуће странке Грузијски сан.

## Каријера
Каладзе је почео да игра као нападач у локалном клубу Локомотива из Самтредије, да би после отишао у Динамо Тбилиси где је са 16 година дебитовао у сезони 1993/94. После четири сезоне прелази у кијевски Динамо за 280.000 евра. У оба Динама Каладзе је освојио укупно 8 националних титула и 7 купова.
Године 2001. прелази у италијански Милан за 16 милиона евра, и тако постаје најскупљи грузијски фудбалер икада. У италијанском клубу се селио по целој одбрани и везном реду, док му се није пронашла права позиција. Године 2003. осваја са Миланом Лигу шампиона, али у следећој сезони игра пуно ређе због учесталих повреда. Сезоне 2005/06. повреде Стама и Малдинија су му донеле место у првом тиму. Тада се сместио на место штопера које му највише одговара, тако је знатно побољшао игру „Росонера“. Уговор са клубом му је истекао 2010. године, и тад прелази у Ђенову. Пензионисао се 2012.

## Репрезентација
За репрезентацију Грузије је дебитовао против Кипра 1996. године, и од тада је био готово незамењив. Први гол за репрезентацију је постигао тек 2008. године против Летоније. За репрезентацију је одиграо 83 меча, а повукао се 2011. године.

## Приватни живот
Године 2001. Кахаберов брат Леван је отет у Грузији и за његово ослобађање се тражило 600.000 долара, али тај новац није исплаћен. Дана 6. маја 2005. полиција је пронашла 8 беживотних тела у покрајини Сванетија, а 21. фебруара је потврђено да је једно од њих тело Кахаберовог брата.
Након што је освојио Лигу шампиона 2003. године, у Грузији је издата поштанска марка са његовим ликом.

## Политичка каријера
Каладзе је члан и генерални секретар владајуће популистичке странке Грузијски сан. Био је потпредседник владе и министар енергетике од 2012. до 2017. године, када је постао градоначелник главног града Тбилисија.

## Трофеји
Динамо Тбилиси
- Првенство Грузије : 5
  - 1994, 1995, 1996, 1997, 1998.
- Куп Грузије : 4
  - 1994, 1995, 1996, 1997.

Динамо Кијев
- Првенство Украјине : 3
  - 1999, 2000, 2001.
- Куп Украјине : 3
  - 1998, 1999, 2000.

Милан
- Серија А : 1
  - 2004.
- Куп Италије : 1
  - 2003.
- Суперкуп Италије : 1
  - 2004.
- Лига шампиона : 2
  - 2003, 2007.
- Европски суперкуп : 2
  - 2003, 2007.
- Светско првенство за клубове : 1
  - 2007.

Индивидуални трофеји
- Грузијски фудбалер године : 5
  - 2001, 2002, 2003, 2006, 2011.